# José Carreras
José Carreras (katalonsko Josep Maria Carreras i Coll) katalonski operni pevec tenorist, * 5. december 1946, Barcelona, Katalonija, Španija.

## Življenje
V rojstni Barceloni je študiral glasbo. Debitiral je leta 1970 v barcelonskem gledališču Gran Teatre del Liceu v operah Nabucco Giuseppeja Verdija in Lucrezia Borgia Gaetana Donizettija. 
V svoji bogati karieri je nastopil na večini najpomembnejših svetovnih opernih odrov (Scala v Milanu, Metropolitan Opera House v New Yorku, dunajska Staatsopera, londonska Royal Opera House ...). Sodeloval je na festivalih v Salzburgu, Aix en Provence, Edinburgh in Veroni, kjer je deloval skupaj z najuglednejšimi dirigenti (Herbert von Karajan, Claudio Abbado, Riccardo Muti, Lorin Maazel, Riccardo Chailly, Colin Davis, Giuseppe Sinopoli, James Levine, Carlo Maria Giulini, Leonard Bernstein in Zubin Mehta ...).
Svetovno slavo si je pridobil leta 1990, ko je nastopil v času svetovnega nogomentega prvenstva (FIFA) v Italiji skupaj s tenoristoma Placidom Domingom in Lucianom Pavarottijem. Posnetek s »Koncerta treh tenorjev« do danes nosi naslov najbolj prodajane plošče klasične glasbe vseh časov.
Njegov repertoar zajema več kot šestdeset opernih vlog, posnetih pa ima tudi več kot 150 najrazličnejših posnetkov.